# 別火
別火（べっか）とは、日常と忌み、物忌みの状態の間で穢れが伝播することを防ぐため、用いる火を別にすることである。

## 概説
穢れは火を介して伝染すると考えられており、日常よりも穢れた状態（忌み）から穢れが日常に入ることをさけるため、また日常から穢れが斎戒（物忌み）を行っているものに伝染することを防ぐために用いる火を別にすることが行われた。
この目的のために、日常の住居とは別に小屋が設けられることもあり、忌みの者（月経、出産時の女性）がこもる小屋を「忌み小屋」「他屋」、物忌み中のものがこもる小屋を「精進小屋」などと呼んだ。これらの別称として別火屋（別火家、べつびや）ともいった。
別火で煮炊きして食事をすることないしその食事を、また別火で煮炊きすることを別鍋（べつなべ）ともいった。